# Historia de Iquitos
La documentación escrita de la historia de Iquitos empezó con la primera visita de la misión jesuita al área actualmente conocida como la Gran Planicie. Se cree que los territorios amazónicos cercanos a la actual ciudad estuvieron habitados por etnias selváticas como los yameo (nativos napeanos) y los iquito, de donde la ciudad tomó su nombre.
El establecimiento de la misión jesuita se inició alrededor en 1757 con el nombre de San Pablo de los Napeanos. La misión consistió de nativos napeanos e Iquitos y estaba situada a orillas del río Nanay hasta mediados del siglo XVIII. Luego de un traslado definitivo en 1764 a su ubicación actual con el nombre de «San Pablo de Nuevo Napeanos», los nativos napeanos progresivamente fueron abandonando el caserío hasta quedar solo nativos Iquitos. Debido a eso, a fines del siglo XVIII, la población fue conocida como el «caserío de Iquitos».

## Prehistoria
Durante el Cretácico Superior (hace 65 millones de años), el área donde estaría Iquitos, pertenecía a la cuenca de antepaís, una depresión ocasionada por la aparición de la Cordillera de los Andes. La depresión estuvo invadida por un sistema de agua marítima en el Neógeno (hace 21 millones de años) llamada Sistema Pebas, una colección de pantanos, ríos y ciénagas. En aquellos tiempos, el territorio donde estaría Iquitos, estaba completamente sumergido bajo muchos metros del agua. El Sistema Pebas estaba abastecido por agua proveniente del Mar Caribe, resultando en la presencia de moluscos.
En la inmediata transición entre el Plioceno y Mioceno, hace 5 millones de años, desaparece el Sistema Pebas y la Cuenca del Amazonas adquiere un drenaje inicial similar al presente. Aparece tierra firme donde subsiguientemente se asentaría las primeras colonizaciones para formar Iquitos.
En la América precolombina, los territorios amazónicos cercanos a la actual ciudad estuvieron habitados por etnias selváticas como los yameo (nativos napeanos) y los iquito, de donde la ciudad tomó su nombre. Los iquito se asentaban en los ríos Pastaza, Arabela, Tigre, Nanay y Curaray. Aún existe discusión sobre quiénes se establecieron en la altiplanicie rodeada por los ríos Nanay, Amazonas, Itaya y lago Moronacocha, en donde se ubica actualmente la ciudad de Iquitos.

## Era temprana

### Los iquitos y las misiones jesuitas: 1630–1840

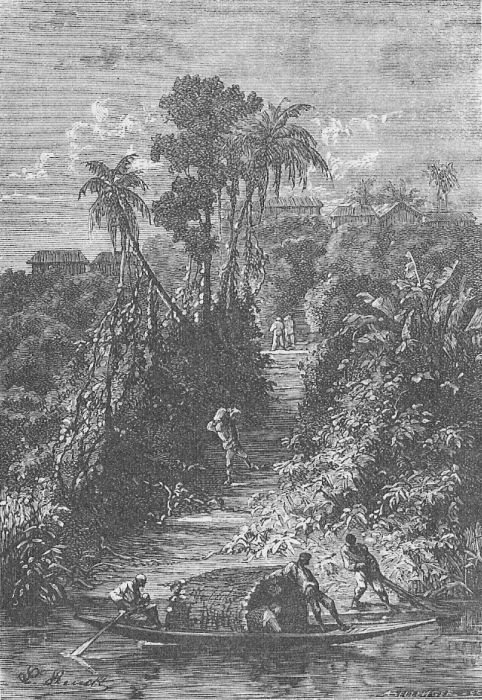
Iquitos como una pequeña villa en una ilustración de 800 leguas por el Amazonas de Julio Verne publicada en 1881.

A la llegada de los españoles, las etnias y otras tribus fueron trasladas y algunas se asentaron en la zona de lo que Iquitos sería. Entre 1638 a 1769 varias tribus indígenas fueron trasladadas a asentamientos conocidos con el nombre de «reducciones», administrados por los misioneros jesuitas, pertenecientes a la orden religiosa de la Compañía de Jesús. En muchas ocasiones, las reducciones debían ser reubicadas, a veces a muchos kilómetros de distancia de su locación original, pero solían conservar su nombre. Igualmente los misioneros trasladaban a grupos de una etnia determinada para colocarlos junto a otras en algún otro pueblo. En ese periodo de tiempo los jesuitas fundaron varias reducciones: Juan Nepomuceno de Iquitos y Santa Bárbara de Iquitos en 1740, San Sebastián de Iquitos en 1742 y Sagrado Corazón de Jesús de Maracanos en 1748, todos fundados por el padre José Bahamonde; Santa María de Iquitos fue fundada por el padre Uriarte en 1754; San Javier de Iquitos por el padre Palme en 1763 y San José de Iquitos fundada por el padre Uriarte en 1767, año en que los jesuitas son obligados a retirarse de las colonias hispánicas.
Se sabe de la existencia del caserío de los Iquitos desde 1757, pero con el nombre de San Pablo de los Napeanos. Este pueblo fue una reducción de nativos napeanos e iquitos y estaba situada a orillas del río Nanay hasta mediados del siglo XVIII. Su población se dispersó alrededor del año 1757 y se trasladó en 1764 a su ubicación actual, al margen izquierdo del Amazonas, con el nombre de San Pablo de Nuevo Napeanos y organizado por el padre Bahamonde. Con el tiempo, los nativos napeanos progresivamente fueron abandonando el caserío hasta quedar sólo nativos iquitos, por lo que, a fines del siglo XVIII ya se conocía a la población como «el caserío de Iquitos». En 1808, Hipólito Sánchez Rangel, el obispo de Maynas, reportó que el caserío de Iquitos tenía 171 habitantes y para el 8 de junio de 1842, fecha en la que Iquitos fue elevada a distrito, contaba con algo más de 200 habitantes.

### La Factoría Naval y la primera insurrección federalista: 1860-1890
Entre 1863 y 1864, Iquitos era una pequeña villa hasta la llegada de los marinos y buques peruanos Pastaza y Morona, mandados por el presidente Ramón Castilla y Marquesado, que traían las piezas para instalar el Apostadero y la Factoría Naval (esta última ubicada en el actual Malecón Tarapacá), debido a que la ciudad se encontraba favorablemente situada entre el río Nanay y la margen izquierda del río Amazonas, convirtiéndose en punto obligado de partidas hacia otras regiones. El arribo histórico del Vapor de Guerra "Pastaza" remolcando al Bergantín "Próspero" (alquilado como transporte), fue el viernes 26 de febrero de 1864, a las 05:45 p.m. El Libro de Bitácora original del "Pastaza" que describe tal hecho se encuentra actualmente conservado y custodiado en el Archivo Histórico y Biblioteca Central de la Marina de Guerra del Perú. El arribo de los marinos desencadenó en un incipiente crecimiento urbano cuando se construyó la factoría y un apostadero.
El sabio italiano Antonio Raimondi expresó en 1869: Iquitos, que fue una miserable ranchería de indígenas hace seis años, hoy es una población floreciente y llena de vida. He aquí uno de los milagros que hace el vapor. Quien haya conocido Iquitos en el año 1862 lo desconocería hoy día. En donde existieron unos pocos ranchos, la mayor parte hechos con simples palizadas, hoy se observa casas cómodas y aseadas. Tenemos la respuesta: la Marina lo hizo.
Por causa del auge que siguió luego de ser instalados la factoría y el apostadero. El 7 de febrero de 1866 se creó departamento de Loreto por el presidente Mariano I. Prado, y se declaró a Iquitos capital provincial. Ese mismo año se nombra al que posiblemente fuera el primer alcalde de la ciudad, don José Jesús Jiménez. 
La insurrección loretana de 1896 ha sido el primer evento revolucionario en Iquitos. El 2 de mayo de 1896, Ricardo Seminario y Aramburu y Mariano José Madueño anunciaron el Estado Federal de Loreto como parte del nuevo Sistema Federal del Perú, una propuesta que el entonces presidente Nicolás de Piérola expresó durante su campaña electoral en 1895. Seminario y Aramburu inició el proyecto federal en la región como un programa piloto. A pesar de que Piérola era compañero de Seminario, el presidente del Perú cedió al sistema central de país y terminó persiguiendo a los revolucionarios, incluyendo a Seminario y Madueño. El gobierno federal sólo tuvo vigencia durante algunos meses al haber sido sofocado por las fuerzas del ejército. Después de eso, el 9 de noviembre de 1897, Nicolás de Pierola nombra a la ciudad como capital del departamento de Loreto.

## Era moderna

### Fiebre del caucho y la europeización de Iquitos: 1880–1914

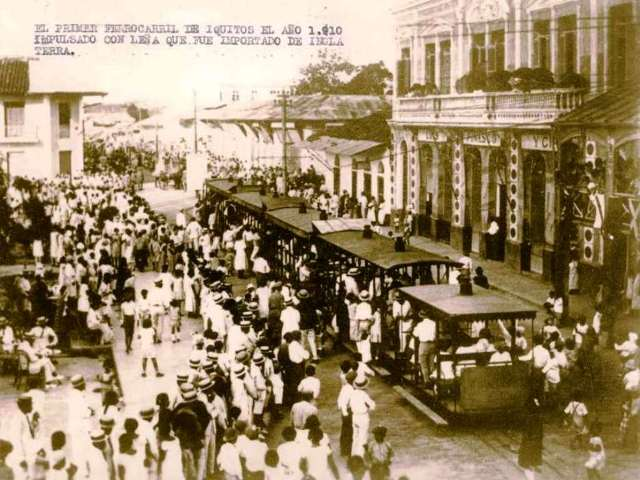
El primer ferrocarril de Iquitos en el año 1910 impulsado con leña que fue importado de Inglaterra.

La fiebre del caucho (Hevea brasiliensis) trajo una intensa atención comercial en la ciudad. Iniciada aproximadamente en 1880, el acontecimiento convirtió a Iquitos en el centro de explotación del caucho en la Amazonía peruana, y junto a Manaus, en las dos principales centros caucheros, así como una de las ciudades más ricas del continente. Varios peruanos de otros puntos del país y extranjeros, especialmente europeos, llegaron a la ciudad para conseguir una fortuna más rápida y fácil a costa de la explotación y abuso de los nativos amazónicos. Durante este período se construyó la arquitectura de Iquitos, y dotó a la ciudad de los servicios básicos y públicos. El 9 de noviembre de 1897, Iquitos es declarada como capital de Loreto, en reemplazo de Moyobamba. En 1905, se instaló el alumbrado eléctrico y funcionó el ferrocarril urbano, servicios que llegaron a Iquitos antes que a varias ciudades peruanas y europeas. La Corte Superior fue colocada en 1907 y la Iglesia Matriz en 1919, entre otros. Alfonso Graña y Lucas Espinosa son dos personajes notables durante esta época.
Alrededor del año 1914, el monopolio cauchero amazónico terminó cuando las plantaciones inglesas en Singapur y Malasia comenzaron a ser productivas para la cosecha del caucho. Las semillas del Hevea brasiliensis habían sido llevadas subrepticiamente. Esto dejó nuevamente a Iquitos en la pobreza y aislamiento de las ciudades selváticas, así como el abandono de fastuosos edificios de estilo europeo.

### La Revolución de Cervantes y Post-II Guerra Mundial: 1921-1963

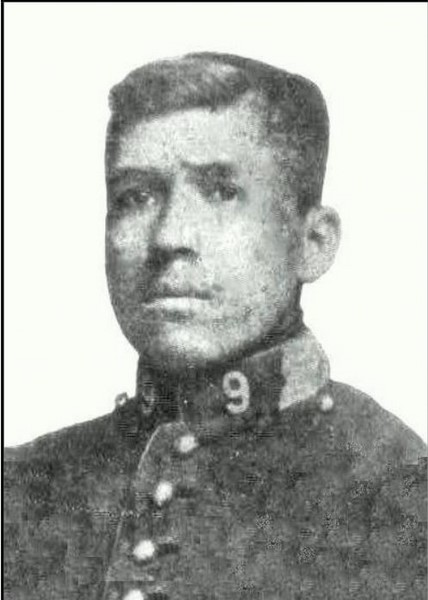
Guillermo Cervantes.

El 5 de agosto de 1921, Iquitos se convirtió, nuevamente, en la capital del nuevo estado federal luego que Guillermo Cervantes iniciará un gran movimiento revolucionario. La población loretana consideró al centralismo costero como el causante de su olvido, y eso originó un «ardor regional ahora latente». La revolución de Cervantes se volvió tan famosa por su aspecto in crescendo hacia tintes radicales. Su Comité Revolucionario destituyó al prefecto, Luis F. Escudero, y emitió un tipo de "cheques billete", considerado como la moneda llamada "cervantina".
En 1938, comienza la explotación petrolera que devolvió en parte la actividad económica a la ciudad. Asimismo, hubo varios pequeños booms económicos con el barbasco, pieles, industria forestal y explotación de otros recursos de la Amazonía.
Durante la II Guerra Mundial y ante la captura por parte de las fuerzas del Eje de las islas caucheras británicas, en 1942, los Aliados instalan el aeropuerto Capitán Bergerie en Iquitos, así como el Hospital de Apoyo Iquitos, con el fin de transportar el caucho amazónico hasta las fábricas y vulcanizadoras en los Estados Unidos de América, así como impedir el ingreso del Eje en el Nuevo Mundo.
Hay un nuevo alzamiento en Iquitos entre el 16 y el 26 de febrero de 1956. El incidente estaba liderado por el general Marcial Merino, comandante general de la División Selva, quien se oponía a Manuel A. Odría quien era acusado de privar a la ciudadanía de «las libertades fundamentales para organizarse política y cívicamente». Dentro de las intenciones fue recuperar Leticia, sin embargo Odría amenazó con bombardear Iquitos, provocando exaltar terriblemente a la población. La situación se salió del control, y culminó con el exilio de Merino al Consulado Brasileño.

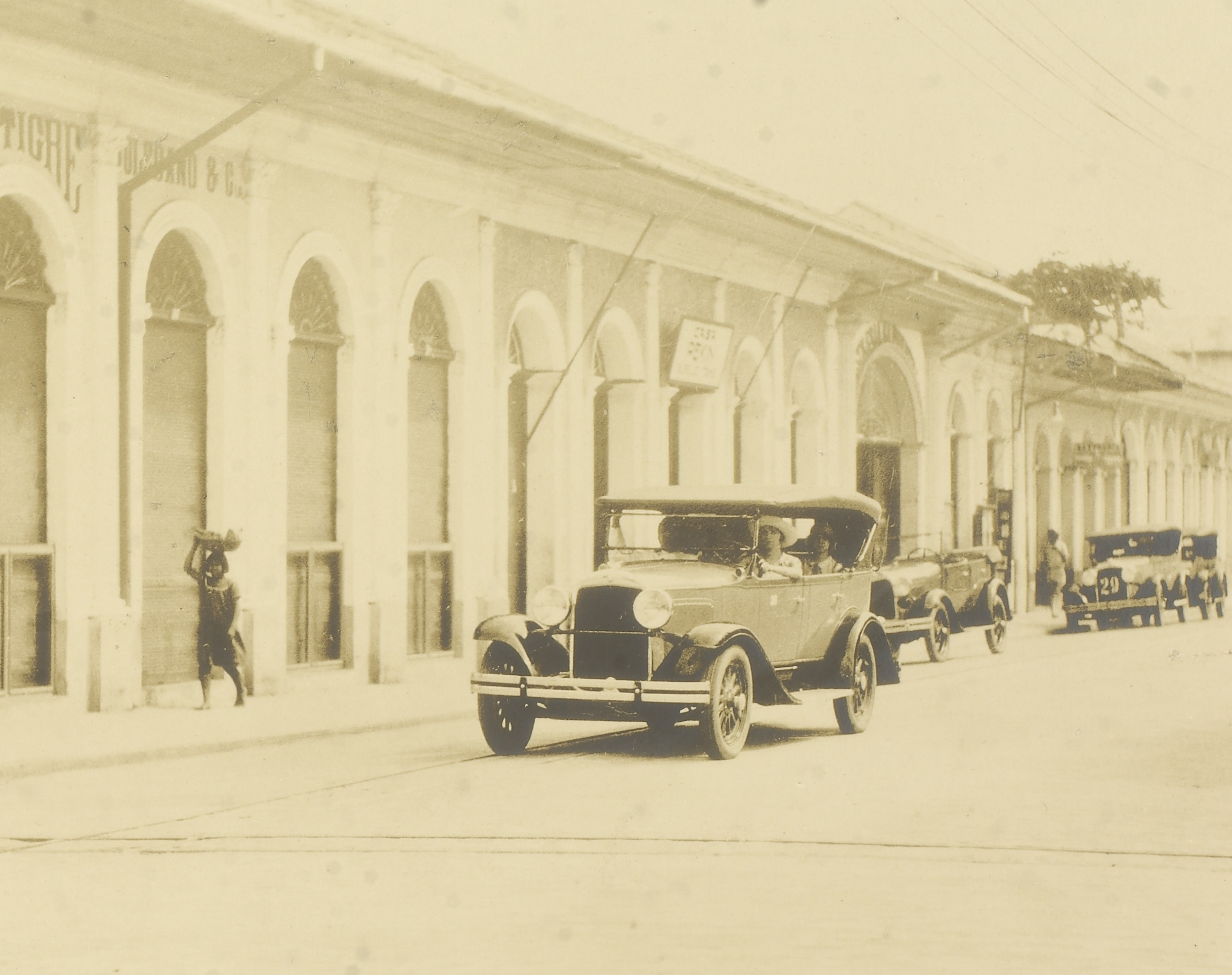
Iquitos, 1930.

Hubo un año con un poco de tranquilidad, aunque se vio algo afectada por una revuelta en febrero de 1957 por la subida del precio del transporte urbano. No obstante, el primero de julio del mismo año, ocurrió una furiosa asonada, organizada por estudiantes, que atacó seriamente a cines y tiendas. El incidente dejó una víctima mortal y el Ejército amenazó con poner en estado de emergencia a la ciudad. Irónicamente, la causa se debió que a un propietario de unos de los cines subió el precio de las entradas para ver una película protagonizada por Cantinflas.
El 14 de noviembre de 1963, el Congreso de la República declaró el «5 de 
enero de 1864, fecha oficial de fundación del puerto fluvial de Iquitos sobre el río Amazonas», después de hacer una investigación histórica de fechas propuestas como fundación de la ciudad.

## Era contemporánea

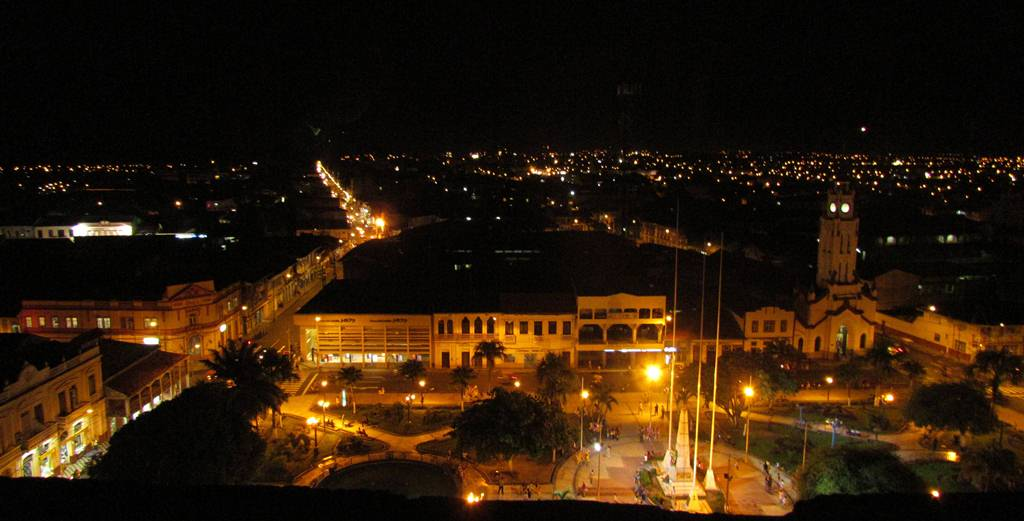
Centro de Iquitos albergando la Plaza de Armas y la avenida comercial Próspero (via iluminada a la izquierda) en la actualidad.

Hasta 1999, Iquitos se ha consolidado como la ciudad de mayor importancia en la Amazonía peruana y la sexta ciudad del Perú. Cuenta con universidades públicas y privadas, varios institutos técnicos, un moderno aeropuerto internacional, puertos fluviales y una carretera que une Iquitos con la ciudad de Nauta. Es sede del Vicariato Apostólico de Iquitos.
En octubre de 2005, la perlita de Iquitos (Polioptila clementsi) fue declarada ave emblemática de la ciudad por la Municipalidad Provincial de Maynas. El ave fue considerada nueva para la ciencia, y es una especie endémica de la Reserva Nacional Allpahuayo Mishana, donde su hábitat se restringe a sólo unos pocos kilómetros cuadrados.
En el año 2010 se estaban realizando los estudios técnicos para la construcción de un ferrocarril que uniría Iquitos con la costa peruana, vía la ciudad de Yurimaguas (provincia de Alto Amazonas, distrito de Yurimaguas) o vía el pueblo de Saramiriza (provincia Datem del Marañón, distrito de Manseriche).

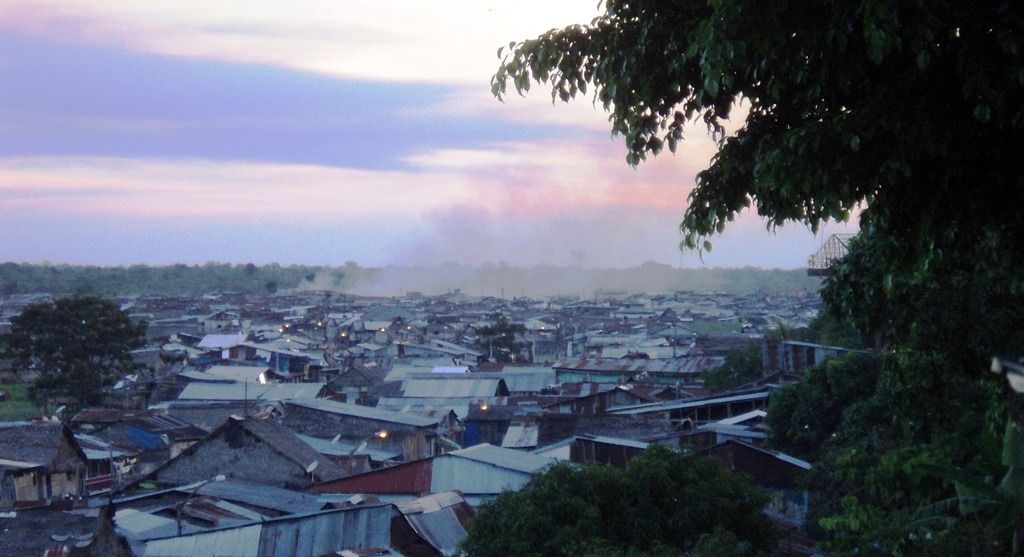
Incendio masivo en el sector 7 del Barrio de Belén de la ciudad ocurrido el 20 de diciembre de 2012.

Iquitos empezó a desarrollarse más en 2012, a pesar de algunos incidentes notables. Las inundaciones de Loreto afectaron en gran medida la ciudad y su área metropolitana, principalmente la zona baja del Barrio de Belén y Bellavista-Nanay. El nivel de agua en esas zonas sobrepasó los medidores de luz eléctrica obligando a un apagón, y la población ribereña tuvo que ocupar tiendas en callejones y colegios hasta esperar la merma. La alerta hidrológica casi se convirtió en roja, antes de que el nivel de agua descendiera. El 20 de febrero de 2012, un incendio voraz conmocionó la ciudad, afectando severamente tres patrimonios culturales. El 13 de agosto de 2012, una placa fue colocada en la Plaza 28 de julio de la ciudad en una gran ceremonia para conmemorar al río Amazonas como una de las siete maravillas naturales del mundo. La placa con estilo moderno fue forjada junta a la de las Cataratas de Iguazú, en Múnich, Alemania.
Sin embargo, desde 2012, Iquitos experimentó un notorio impacto desfavorable en su urbanización.
Un incendio arrasó en el sector 7 del Bajo Belén, Barrio de Belén y dejó 147 viviendas destruidas y 1500 damnificados el 20 de diciembre de 2012. El incidente fue provocado accidentalmente de una cocina a leña, que inflamó rápidamente la madera, principal material de construcción de Bajo Belén, y alcanzó un balón de gas que logró expandir más el fuego.  Iquitos quedó conmocionado debido a que la zona es el sitio más pobre de la ciudad.
El 4 de abril de 2013, ocurrieron enfrentamientos y disturbios en la Plaza 28 de Julio que iniciaron ante una declaración de radio La Karibeña en contra del Gobierno Regional de Loreto basada en un informe periodístico de La República sobre «un irregular sistema de créditos agrarios» que causó grave daño a miles de agricultores.  Otra prominente crítica fue la caótica demora del Alcantarillado Integral de Iquitos que dañó cuantiosas calles de la ciudad. La Karibeña fue atacada con huevos y pintura por manifestantes, quienes trabajan como contratados por el presidente Regional de Loreto Yván Vásquez Valera. Frente Patriótico de Loreto apoyó al periodista Manuel Rosas de La Karibeña, quien alzó las críticas y convocó a una marcha para retirar la corrupción en el Gobierno Regional de Loreto. La radioemisora sufrió un apagón y se generó violencia física entre los manifestantes en el exterior del local.